# Robertas Schulpa
Robertas Schulpa (Vilnius, República Socialista Soviética de Lituania, Unión Soviética, 20 de marzo de 1960-30 de agosto de 2024) fue un nadador lituano especializado en pruebas de estilo braza, donde consiguió ser campeón olímpico en 1980 en los 200 metros.

## Carrera deportiva
En los Juegos Olímpicos de Moscú 1980 ganó la medalla de oro en los 200 metros braza, con un tiempo de 2:15.85 segundos, por delante del húngaro Albán Vermes y del también soviético Arsens Miskarovs  (bronce con 2:17.28 segundos).
Y en el Campeonato Mundial de Natación de 1982 celebrado en Guayaquil ganó la plata en la misma prueba.